# Castelo Wark de Tyndale
O Castelo Wark de Tyndale foi um edifício medieval no condado inglês de Northumberland (grid reference NY861768). Foi mencionado pela primeira vez entre 1399 – 1400, contudo um castelo de mota ocupou o local desde o século XII.